# Night of the Demon
Night of the Demon is een Britse horrorfilm uit 1957 onder regie van Jacques Tourneur.

## Verhaal
Professor Harrington voert onderzoek naar een Engelse sekte van duivelaanbidders, wanneer hij onder geheimzinnige omstandigheden om het leven komt bij een auto-ongeluk. De Amerikaanse wetenschapper John Holden, die in Londen is voor een conferentie, gaat op onderzoek uit.

## Rolverdeling
| Acteur             | Personage                  |
| ------------------ | -------------------------- |
| Dana Andrews       | Dr. John Holden            |
| Peggy Cummins      | Joanna Harrington          |
| Niall MacGinnis    | Dr. Julian Karswell        |
| Athene Seyler      | Moeder Karswell            |
| Liam Redmond       | Professor Mark O'Brien     |
| Ewan Roberts       | Lloyd Williamson           |
| Peter Elliott      | Professor K.T. Kumar       |
| Reginald Beckwith  | Mr. Meek                   |
| Rosamund Greenwood | Mrs. Meek                  |
| Maurice Denham     | Professor Henry Harrington |
| Brian Wilde        | Rand Hobart                |

## Trivia
- Voor de opening van het nummer Hounds of love ontleende Kate Bush de tekst: "It's in the trees! It's coming!" van deze horrorfilm.